# 윤영석
윤영석(尹永碩, 1965년 10월 7일~)은 대한민국의 정치인이다. 제19·20·21·22대 국회의원이다.

## 학력
- 1984년 동인고등학교 졸업
- 1992년 성균관대학교 정치외교학과 학사
- 2004년 듀크대학교 공공정책 대학원 석사

## 경력
- 1994년 4월: 제37회 행정고시 합격
- ~1995년: 고용노동부 근로기준과 행정사무관
- 고용노동부 고용보험과 행정사무관
- ~2004년: 서울특별시청 문화정책팀 팀장
- ~2007년: 서울특별시청 마케팅담당관
- 서울특별시청 민원담당 비서관
- 2009년 9월: 아시아도시연맹 이사장
- 2010년 3월: 중국 전매대학 객원교수
- 미국 하버드 대학교 객원연구원
- 2010년 3월: 중국 북경대학교 방문학자
- 2012년 4월 11일: 대한민국 제19대 국회의원 선거 당선(경남 양산시, 새누리당, 초선)
- 2012년 5월~2016년 5월: 새누리당 경상남도당 양산시 당원협의회 위원장
- 2012년 7월: 새누리당 인재영입위원회 위원
- 2012년 8월: 새누리당 지방자치안전위원회 위원, 경제민주화실천모임 회원
- 새누리당 아동권리보장 TF팀 위원
- 새누리당 무노동무임금TF 팀 위원
- 2014년 5월~2015년 2월: 새누리당 원내부대표
- 2014년 5월~2015년 2월: 새누리당 원내대변인
- 2015년 7월: 새누리당 노동시장선진화특별위원회 위원
- 2015년 8월: 새누리당 정책위원회 민생119본부 부본부장
- 2015년 10월: 새누리당 나눔경제특별위원회 위원
- 2016년 4월 13일: 대한민국 제20대 국회의원 선거 당선(경남 양산시 갑, 새누리당, 재선)
- 2016년 5월~2017년 2월: 새누리당 경상남도당 양산시 갑 당원협의회 위원장
- 2016년 8월: 새누리당 이정현 당대표 비서실장
- 2017년 2월~2018년 2월: 자유한국당 경상남도당 양산시 갑 당원협의회 위원장
- 2017년~2018년 6월: 자유한국당 정책위원회 외교통일 정책조정위원장
- 2017년 3월: 자유한국당 통일위원회 위원장
- 2017년 9월~2018년 6월: 자유한국당 북핵위기대응특별위원회 위원
- 2018년 6월~2019년 2월: 자유한국당 수석대변인
- 2018년 9월~2019년 8월: 자유한국당 경남도당 위원장
- 2018년 12월~2020년 2월: 자유한국당 경상남도당 양산시 갑 당원협의회 위원장
- 2019년 3월~2019년 4월: 2019년 재보궐선거 자유한국당 정점식 경남 통영시·고성군 국회의원 후보 선거대책본부장
- 2019년 7월: 자유한국당 재외동포위원회 부위원장
- 2019년 9월~2020년 2월: 자유한국당 중산충·서민경제위원장
- 2019년 10월: 자유한국당 국가정상화특별위원회 위원
- 2019년 10월: 자유한국당 재정위원회 고문
- 2020년 2월: 미래통합당 중산층서민경제위원회 위원장
- 2020년 4월 15일: 대한민국 제21대 국회의원 선거 당선(경남 양산시 갑, 미래통합당, 3선)
- 2020년 5월~2020년 9월: 미래통합당 경상남도당 양산시 갑 당원협의회 위원장
- 2020년 7월~2020년 9월: 미래통합당 소상공인 살리기 특별위원회 위원장
- 2020년 9월~2021년 5월: 국민의힘 소상공인 살리기 특별위원회 위원장
- 2020년 9월: 국민의힘 호남 동행 국회의원 발대식 명예의원(광주광역시)
- 2020년 9월~: 국민의힘 경상남도당 양산시 갑 당원협의회 위원장
- 2021년 10월~2022년 7월: 국민의힘 최고위원
- 2021년 11월~2022년 1월: 제20대 대통령 선거 국민의힘 윤석열 대통령 후보 선거대책위원회 중앙선거대책위원회 선거대책위원장단 부위원장
- 2021년 12월~2022년 1월: 제20대 대통령 선거 국민의힘 윤석열 대통령 후보 선거대책위원회 홍보미디어총괄본부 미디어본부장
- 2021년 12월~2022년 3월: 제20대 대통령 선거 국민의힘 경남을 살리는 선거대책위원회 선거대책위원장단 공동선거대책위원장
- 2022년 1월~2022년 3월: 제20대 대통령 선거 국민의힘 윤석열 대통령 후보 선거대책본부 홍보미디어본부 미디어본부장
- 2022년 5월~2022년 6월: 제8회 전국동시지방선거 국민의힘 시민이 힘나는 선거대책위원회 부위원장
- (사)대한민국독도협회 고문
- 2024년 3월~2024년 4월: 제22대 국회의원 선거 국민의힘「국민 희망의 길」 경남선거대책위원회 공동선거대책위원장
- 2024년 4월 10일: 대한민국 제22대 국회의원 선거 당선(경남 양산시 갑, 국민의힘, 4선)
- 2024년 9월~: 국민의힘 호남동행 국회의원 발대식 명예의원(광주광역시)
- 2024년 12월~: 국민의힘 제주공항 여객기 사고 수습 TF 위원
- 2025년 5월~2025년 6월 제21대 대통령 선거 국민의힘 김문수 대통령 후보 경남 선거대책위원회 총괄선거대책위원장

### 의정 활동
- 2012년 5월 30일~2016년 5월 29일: 제19대 국회의원(경남 양산시, 새누리당, 초선)
  - 제19대 국회 통상관계대책 특별위원회 위원
  - 2012년 7월: 제19대 국회 지식경제위원회 위원, 국회 서민금융활성화 및 소상공인지원포럼 회원
  - 2013년 4월~2014년 5월: 제19대 국회 산업통상자원위원회 위원
  - 국회 지방살리기 포럼 회원
  - 국회 보건·환경포럼 의원
  - 2014년 5월~2015년 2월: 제19대 국회 운영위원회 위원
  - 2014년 5월~2016년 5월: 제19대 국회 예산결산특별위원회, 안전행정위원회 위원
- 2016년 5월 30일~2020년 5월 29일: 제20대 국회의원(경남 양산시 갑, 새누리당→자유한국당→미래통합당, 재선)
  - 2016년 6월~2018년 6월: 제20대 국회 전반기 외교통일위원회 간사
  - 2018년 7월: 제20대 국회 후반기 기획재정위원회 간사
  - 2018년 7월~2020년 5월: 제20대 국회 후반기 기획재정위원회 위원
- 2020년 5월 30일~2024년 5월 29일: 제21대 국회의원(경남 양산시 갑, 미래통합당→국민의힘, 3선)
  - 2020년 7월~2022년 5월: 제21대 국회 전반기 산업통상자원중소벤처기업위원회 위원
  - 2020년 7월~2024년 5월: 국회 문화유산회복포럼 공동대표의원
  - 2020년 7월~2024년 5월: 서민금융활성화 및 소상공인포럼 구성의원
  - 2020년 7월~2024년 5월: 국회 ICT융합포럼 구성의원
  - 2021년 7월~2022년 5월: 제21대 국회 전반기 예산결산특별위원회 위원
  - 2022년 7월~2022년 12월: 제21대 국회 후반기 기획재정위원회 위원
    - 제21대 국회 후반기 기획재정위원회 경제재정소위원회 위원
    - 제21대 국회 후반기 기획재정위원회 청원심사소위원회 위원장

  - 2022년 12월~2023년 9월: 제21대 국회 후반기 기획재정위원회 위원장
  - 2023년 9월~2024년 5월: 제21대 국회 후반기 기획재정위원회 위원
    - 제21대 국회 후반기 기획재정위원회 경제재정소위원회 위원
    - 제21대 국회 후반기 기획재정위원회 청원심사소위원회 위원

  - 2023년 11월~2024년 5월: 제21대 국회 첨단전략산업 특별위원회 위원장
- 2024년 5월 30일~: 제22대 국회의원(경남 양산시 갑, 국민의힘, 4선)
  - 2024년 6월~2025년 5월: 제22대 국회 전반기 국토교통위원회 위원
    - 제22대 국회 전반기 국토교통위원회 국토법안심사소위원회 위원
    - 제22대 국회 전반기 국토교통위원회 청원심사소위원회 위원

  - 2024년 6월~2024년 7월: 제22대 국회 전반기 예산결산특별위원회 위원
  - 서민금융활성화 및 소상공인지원포럼 구성의원
  - 소상공인 민생 포럼 구성의원
  - 2025년 3월~: 제22대 국회 연금특별위원회 위원장
  - 2025년 5월~: 제22대 국회 전반기 기획재정위원회 위원

## 역대 선거 결과
|  | 52.30% |

|  | 46.43% |

|  | 56.99% |

|  | 53.61% |

## 소속 정당
| 소속 정당 | 소속 정당  | 소속 기간 | 비고      |
| --------- | ---------- | --------- | --------- |
|           | 새누리당   | 2012~2017 | 정계 입문 |
|           | 자유한국당 | 2017~2020 | 당명 변경 |
|           | 미래통합당 | 2020      | 합당      |
|           | 국민의힘   | 2020~현재 | 당명 변경 |

## 같이 보기
- 양산시 (선거구)
- 양산시 갑
- 양산시의 국회의원